# Francesco de Vico
Francesco de Vico (Macerata, 19 de mayo de 1805 – Londres, 15 de noviembre de 1848) fue un jesuita y astrónomo italiano. En ocasiones su apellido aparece escrito como De Vico o también como DeVico.

## Semblanza
Ingresó en la Compañía de Jesús en 1823, tomando los votos en 1837. Al año siguiente se le confió la dirección del Observatorio del Colegio Romano, donde fue titular de la cátedra de matemáticas y astronomía.
Se interesó en las efemérides cometarias y en el curso de sus investigaciones sobre las nebulosas descubrió seis cometas entre 1844 y 1847, el primero de los cuales (actualmente designado 54P/de Vico-Swift-NEAT) fue el primero en llevar el nombre de un italiano. Otro cometa (el 122P/de Vico) también lleva su nombre. Los avistamientos de cometas de Vico hicieron de él el más prolífico descubridor de cometas italiano hasta el año 2008, cuando Andrea Boattini descubrió su séptimo cometa. De Vico también había localizado independientemente el cometa C/1847 T1, aunque en realidad ya había sido avistado dos días antes por la astrónoma americana Maria Mitchell. Dado que la noticia llegó a Europa rápidamente, el descubrimiento le fue atribuido a de Vico, recibiendo un premio de los Reyes de Dinamarca que había sido establecido para el primer descubrimiento de un cometa con un telescopio.
También observó Saturno y las divisiones en sus anillos (fue el primero en señalar la que hoy se conoce como División de Keeler), y así mismo fue capaz de determinar con precisión el período de rotación de Venus.

## Últimos años
De Vico proyectó compilar un atlas de las estrellas hasta la undécima magnitud aparente. La época de la revolución italiana de 1848 le obligó a interrumpir su trabajo; hubo de exiliarse y viajó a París, Londres, y los Estados Unidos, donde fue recibido por el presidente James Knox Polk. Dada la gran acogida recibida, consideró la posibilidad de trabajar en el Georgetown College. Sin embargo, decidió volver a Europa para convencer a algún colega para acompañarle a los Estados Unidos, pero debido a las penalidades del viaje murió en Londres en noviembre del mismo año.

## Honores
- El cráter lunar De Vico y el asteroide 20103 de Vico recibieron este nombre en su memoria.[1]
- El observatorio astronómico situado en localidad de Monte d'Aria en la comuna de Serrapetrona lleva su nombre.